# آسایشی احساس‌برانگیز
آسایشی احساس‌برانگیز (به انگلیسی: Sensuous Chill) هجدهمین آلبوم استودیویی موسیقیدان معاصر، یانی، است که به صورت رسمی در تاریخ ۲۹ ژانویه ۲۰۱۶ منتشر شد.

## تولید
در ۱۸ دسامبر ۲۰۱۵، تک‌آهنگ روح بیابان منتشر شد.
یانی به شبکهٔ رادیویی اِن‌پی‌آر توضیح داد که ساخت این آلبوم پنج سال بطول انجامید، و اینکه انتخاب و ترتیب‌گذاری قطعات آن طوری صورت گرفته‌است که برای شنونده بیشتر یکپارچه باشند تا خواهان توجه. برخلاف بازاری که تا حد زیادی با تک‌آهنگ‌ها گردانده می‌شود، آسایشی احساس‌برانگیز به منظور گوش دادن به‌طور کامل و با تکرار ساخته شده بود.

## فهرست آهنگ‌ها
آسایشی احساس‌برانگیز دربردارندهٔ قطعات زیر است:
| شماره | نام                    | نام (به فارسی)       | مدت  |
| ----- | ---------------------- | -------------------- | ---- |
| ۱.    | «Thirst for Life»      | «عطشی برای زندگی»    | ۳:۴۶ |
| ۲.    | «Rapture»              | «شیدایی»             | ۳:۲۴ |
| ۳.    | «Drive»                | «رانش»               | ۳:۵۵ |
| ۴.    | «What You Get»         | «دستاورد»            | ۴:۳۴ |
| ۵.    | «Desert Soul»          | «روح بیابان»         | ۳:۳۵ |
| ۶.    | «1001»                 | «۱۰۰۱»               | ۳:۵۳ |
| ۷.    | «The Keeper»           | «نگاهبان»            | ۳:۲۸ |
| ۸.    | «Whispers in the Dark» | «نجواهایی در تاریکی» | ۳:۵۱ |
| ۹.    | «Seeing You Around»    | «در نزدیکی می‌بینمت»  | ۳:۳۸ |
| ۱۰.   | «Orchid»               | «اُرکیده»             | ۴:۱۳ |
| ۱۱.   | «Our Days»             | «روزگار ما»          | ۴:۲۶ |
| ۱۲.   | «A Little Too Late»    | «کمی بیش از حد دیر»  | ۳:۵۴ |
| ۱۳.   | «Dance for Me»         | «برایم برقص»         | ۴:۳۳ |
| ۱۴.   | «Retreat to Dream»     | «عقب‌نشینی به رویا»   | ۳:۳۳ |
| ۱۵.   | «Test of Time»         | «محک زمان»           | ۳:۵۵ |
| ۱۶.   | «Can't Wait»           | «صبر نتوان»          | ۴:۰۶ |
| ۱۷.   | «I'm So»               | «چقدر حس می‌کنم...»   | ۴:۳۷ |